# Rudolf Thauer der Jüngere
Rudolf „Rolf“ Kurt Thauer (* 5. Oktober 1939 in Frankfurt am Main) ist ein deutscher Mikrobiologe, Gründungsdirektor des Max-Planck-Institut für terrestrische Mikrobiologie und seit 2005 emeritierter Hochschullehrer am Fachbereich Biologie der Philipps-Universität Marburg.

## Leben
Rudolf K. Thauer ist der Sohn von Charlotte Thauer, geborene Kalberlah, und des Mediziners und Professors für Physiologie Rudolf Thauer dem Älteren. Er studierte zunächst Medizin an der Johann Wolfgang Goethe-Universität Frankfurt, wechselte nach dem Physikum 1961 zur Biochemie und schloss das Studium 1966 an der Universität Tübingen als Diplom-Chemiker ab. An der Universität Freiburg wurde er 1968 in Biochemie zum Dr. rer. nat. promoviert; im selben Jahr heiratete er Helga Krebel. Er ist evangelisch und hat drei Kinder (Kattrin, Jenny und Christian). 1971 folgte in Freiburg die Habilitation in Biochemie. Für ein Jahr ging er anschließend an ein US-Hochschulinstitut in Cleveland. Als Wissenschaftlicher Rat folgte er 1972 einem Ruf auf eine Professur für Biochemie an der Ruhr-Universität Bochum. Drei Jahre später wechselte er als Ordinarius auf eine besser ausgestattete Mikrobiologie-Professur nach Marburg, wo er im Stadtteil Cappel lebt. Von 1976 bis zur Emeritierung 2005 blieb er an der Philipps-Universität. Von 1991 bis 2007 war er Direktor der Abteilung Biochemie des MPI für terrestrische Mikrobiologie in Marburg. Seit November 2007 ist er Vorsitzender einer Emeritus Group at the MPI Marburg.
Ab 1983 war Thauer Vizepräsident der Deutschen Forschungsgemeinschaft. Seit 1984 ist er Mitglied in der Deutschen Akademie der Naturforscher Leopoldina, seit 1987 korrespondierendes Mitglied der Akademie der Wissenschaften zu Göttingen und seit 1990 der Nordrhein-Westfälischen Akademie der Wissenschaften und der Künste. 1989 wurde er als ordentliches Mitglied in die Academia Europaea aufgenommen. Er ist gewähltes Mitglied im Kuratorium des Marburger Universitätsbundes.

## Auszeichnungen (Auswahl)
- 1984 Otto-Warburg-Medaille der Gesellschaft für Biologische Chemie
- 1986 Dannie-Heineman-Preis
- 1987 Gottfried-Wilhelm-Leibniz-Preis der DFG[7]
- 2001 Ehrendoktor der ETH Zürich
- 2007 Ehrendoktor der Universität Freiburg i. Br.
- 2007 Ehrendoktor der University of Waterloo
- 2008 Carl-Friedrich-Gauß-Medaille der Braunschweigischen Wissenschaftlichen Gesellschaft
- 2013 Verdienstmedaille der Leopoldina[8]
- 2015 Lwoff-Medal Award Lecture der Federation of European Microbiological Societies (FEMS)[9]
- 2018 Mitglied der American Philosophical Society
- 2021 Cothenius-Medaille der Leopoldina

## Trivia
- Thauer zu Ehren wurde 1993 die Bakteriengattung Thauera Macy et al. aus der Familie Rhodocyclaceae benannt.
- Eine Forschungsgruppe, an der Thauer beteiligt war, publizierte am 15. Januar 2008 in der Onlineausgabe der PNAS (Proceedings of the National Academy of Sciences) bahnbrechende Forschungsresultate zur Stoffwechselenergie des Clostridium kluyveri.
- Thauer zieht persönlich als Rufnamen die Kurzform Rolf vor. Daher finden sich viele solcher Fundstellen selbst in offiziellen Verlautbarungen der Universitäts-Pressestelle Marburg.